# Wejście gladiatorów
Wejście gladiatorów op. 68 (cz. Vjezd gladiátorů, niem. Einzug der Gladiatoren) – marsz skomponowany przez Juliusa Fučíka 17 października 1899 roku w Sarajewie, kojarzony z muzyką cyrkową.
Pierwotnie utwór nosił tytuł „Grande Marche Chromatique”, jednak pod wpływem lektury „Quo vadis” Henryka Sienkiewicza kompozytor zmienił tytuł.